# August Wijkander
Erik Anders Gustaf August Wijkander, i riksdagen kallad Wijkander i Göteborg, född 14 mars 1849 i Stockholm, död 29 oktober 1913 i Göteborg, var en svensk fysiker och politiker.
Wijkander blev 1868 student vid Lunds universitet, 1872 filosofie kandidat där och promoverad till filosofie doktor i Uppsala. Han kallades samma år till docent i astronomi vid Uppsala universitet och 1873 till docent i fysik och meteorologi vid Lunds universitet samt utnämndes 1881 till professor och föreståndare för  Chalmerska slöjdskolan i Göteborg, sedan 1883 kallad Chalmers tekniska läroanstalt, och blev vid dess ombildning till Chalmers tekniska institut dettas förste rektor. Från denna post, med vilken professuren i fysik var förenad, avgick han 1913.
Wijkander deltog som fysiker och astronom i svenska polarexpeditionen till Spetsbergen (med övervintring där) 1872–1873. Som representant för svenska Vetenskapsakademien bevistade han polarkonferenserna i Hamburg 1879, Bern 1880, Sankt Petersburg 1881 och Wien 1884. Han företog 1877 och 1878 som riksstatens stipendiat samt 1889 på egen bekostnad studieresor till Tyskland, Österrike, Frankrike och England. Under tiden i Lund var Wijkander ordförande i studentkåren 1875. Han var ledamot av Göteborgs högskolas styrelse 1888–1913. Wijkander inlade betydande förtjänst om Chalmers tekniska läroanstalts storartade utveckling och gjorde kraftig insats vid den högre tekniska undervisningens ordnande i allmänhet som ledamot av den för ändamålet 1906 tillsatta kommittén. Genom sin kommunala verksamhet framstod han som en av Göteborgs märkesmän.
Den 26 oktober 1883–1909 var Wijkander ledamot av Göteborgs stadsfullmäktige, varav som ordförande 1898–1909. Han var ordförande i hamnstyrelsen 1899–1913 och ledamot i flera järnvägsstyrelser 1887, 1891–1896 var han en av stadens riksdagsmän i andra kammaren och 1907–1911 i första kammaren samt hade 1891–1893 och 1895 plats i tillfälliga utskott och 1894 i bevillningsutskottet. Wijkander var ledamot av hydrografiska kommissionen till 1899 och ordförande i kommittén för arméns och flottans pensionsväsen. Han skrev flera avhandlingar över astronomiska, meteorologiska och jordmagnetiska ämnen. Han var ledamot av Fysiografiska sällskapet i Lund (1874) och Kungliga Vetenskaps- och Vitterhetssamhället i Göteborg (1881). Wijkander är begravd på Östra kyrkogården i Göteborg.

## Familj
August Wijkander var son till generalmajor Theodor Wijkander och Jaquette Rütterskjöld. Han gifte sig den 12 augusti 1878 i Berlin med Laura Maria (Majken) Tudéer (1857–1955), som var dotter till hovrättsassessor Oskar Tudéer och Laura Kuhlstroem. Han var far till försäkringsmannen Theodor Wijkander.

## Bildgalleri

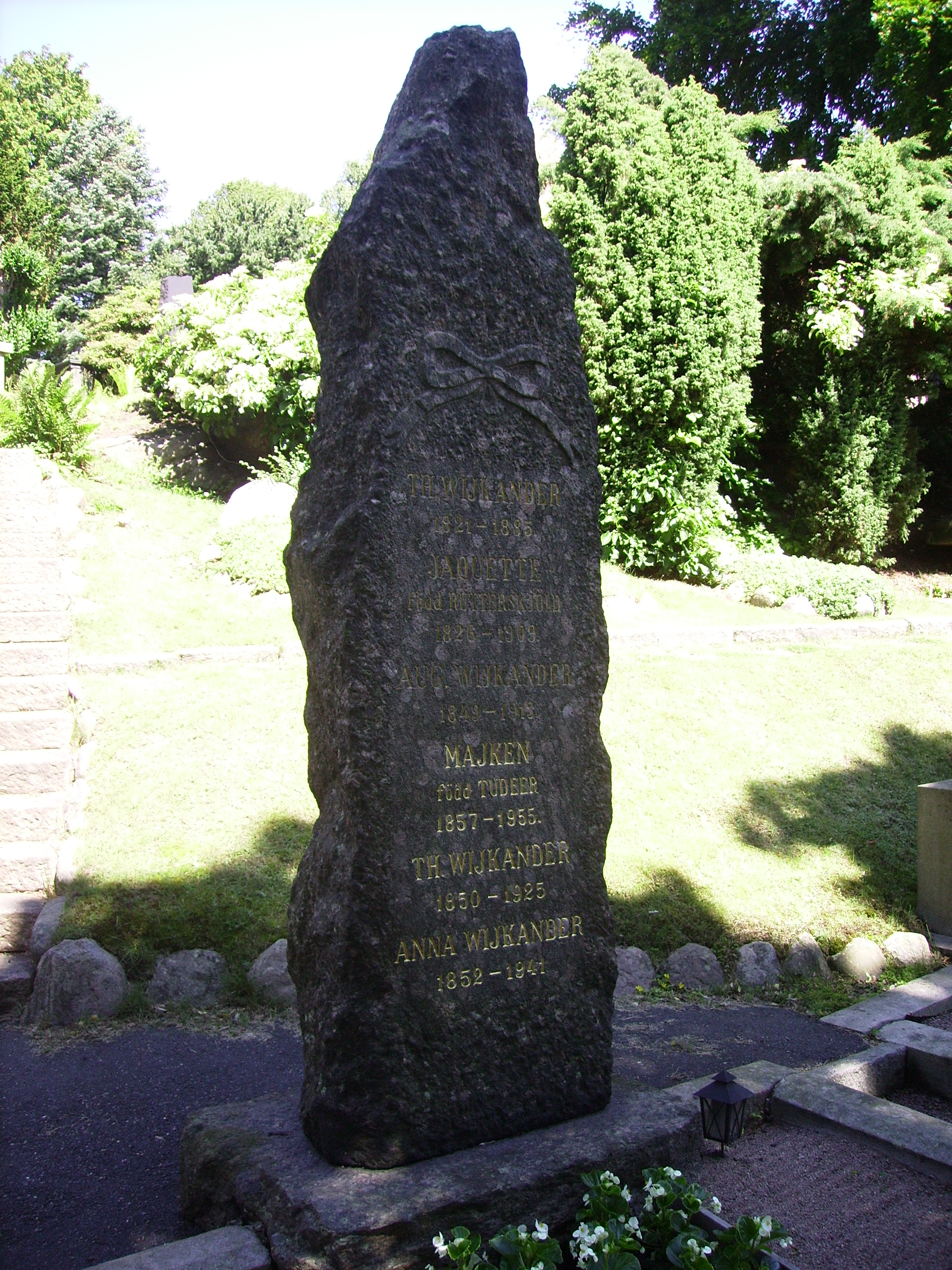
Gravvård på Östra kyrkogården i Göteborg
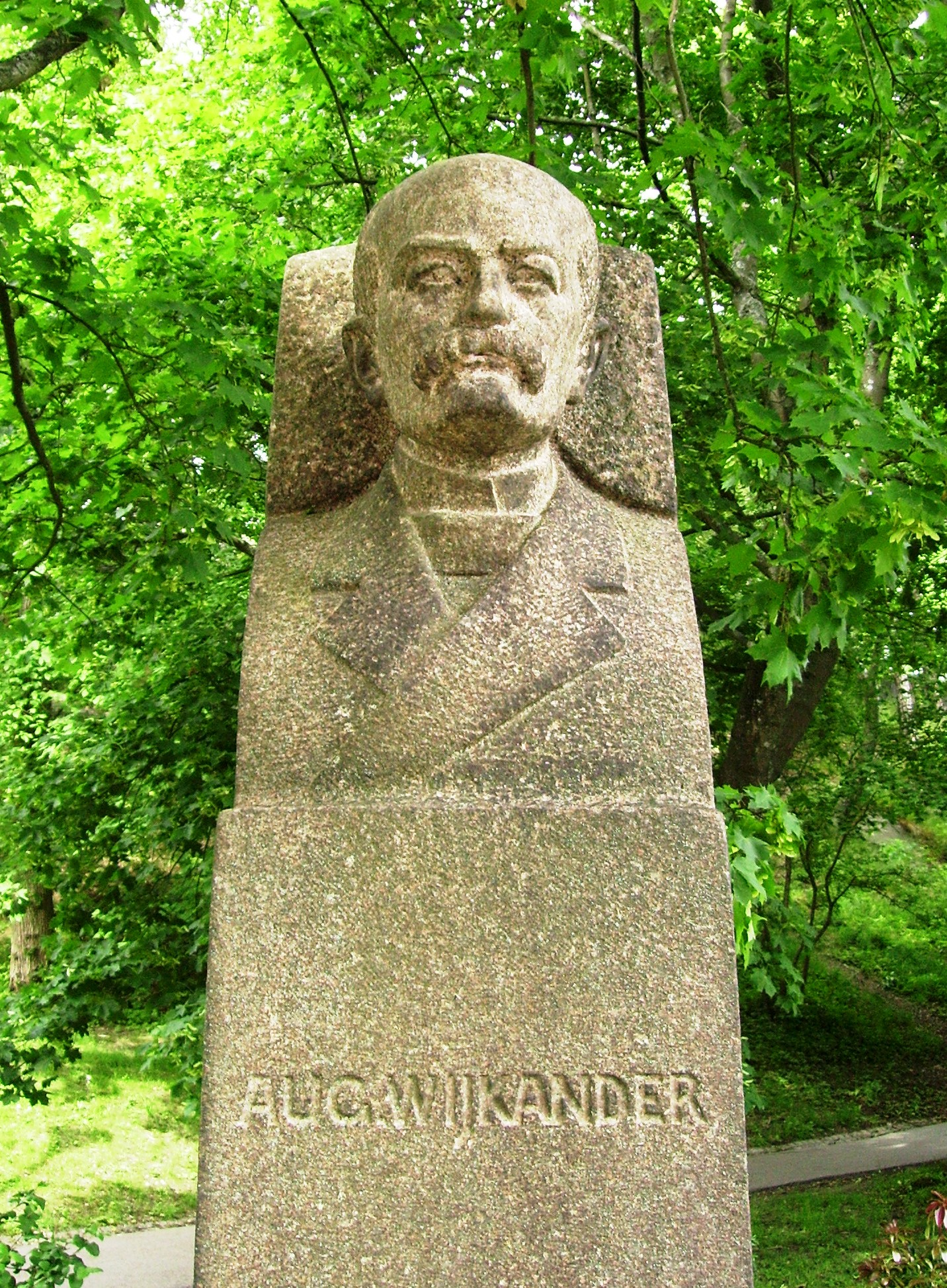
Aug. Wijkanders byst på Chalmers tekniska högskola